# Gran Premi de Bèlgica del 2004
El Gran Premi de Bèlgica del 2004 (oficialment anomenat Belgian Grand Prix) va ser la catorzena prova de la temporada 2004 de Fórmula 1. Va tenir lloc al circuit Circuit de Spa-Francorchamps, a la ciutat belga de Stavelot del 27 al 29 d'agost del 2004.

## Resultats
| Pos | No | Pilot                | Equip              | Voltes | Temps/ Retirada | Pos. de sortida | Punts |
| --- | -- | -------------------- | ------------------ | ------ | --------------- | --------------- | ----- |
| 1   | 6  | Kimi Räikkönen       | McLaren - Mercedes | 44     | 1h 32' 35. 274  | 10              | 10    |
| 2   | 1  | Michael Schumacher   | Ferrari            | 44     | + 3.132 s       | 2               | 8     |
| 3   | 2  | Rubens Barrichello   | Ferrari            | 44     | + 4.371 s       | 6               | 6     |
| 4   | 12 | Felipe Massa         | Sauber - Petronas  | 44     | + 12.504 s      | 8               | 5     |
| 5   | 11 | Giancarlo Fisichella | Sauber - Petronas  | 44     | + 14.104 s      | 5               | 4     |
| 6   | 15 | Christian Klien      | Jaguar - Cosworth  | 44     | + 14.614 s      | 13              | 3     |
| 7   | 5  | David Coulthard      | McLaren - Mercedes | 44     | + 17.970 s      | 4               | 2     |
| 8   | 17 | Olivier Panis        | Toyota             | 44     | + 18.693 s      | 9               | 1     |
| 9   | 7  | Jarno Trulli         | Renault            | 44     | + 22.115 s      | 1               |       |
| 10  | 16 | Ricardo Zonta        | Toyota             | 41     | + 3 Voltes      | 20              |       |
| 11  | 18 | Nick Heidfeld        | Jordan - Ford      | 40     | + 4 Voltes      | 16              |       |
| Ret | 3  | Juan Pablo Montoya   | Williams - BMW     | 37     | Pneumàtics      | 11              |       |
| Ret | 4  | Antônio Pizzonia     | Williams - BMW     | 31     | Caixa canvi     | 14              |       |
| Ret | 9  | Jenson Button        | BAR - Honda        | 29     | Accident        | 12              |       |
| Ret | 21 | Zsolt Baumgartner    | Minardi - Cosworth | 28     | Accident        | 18              |       |
| Ret | 8  | Fernando Alonso      | Renault            | 11     | Motor           | 3               |       |
| Ret | 14 | Mark Webber          | Jaguar - Cosworth  | 0      | Accident        | 7               |       |
| Ret | 10 | Takuma Sato          | BAR - Honda        | 0      | Accident        | 15              |       |
| Ret | 20 | Gianmaria Bruni      | Minardi - Cosworth | 0      | Accident        | 17              |       |
| Ret | 19 | Giorgio Pantano      | Jordan - Ford      | 0      | Accident        | 19              |       |

## Altres
- Pole: Jarno Trulli 1: 56. 232

- Volta ràpida: Kimi Räikkönen 1: 45. 108 (a la volta 42)